# Range Murata

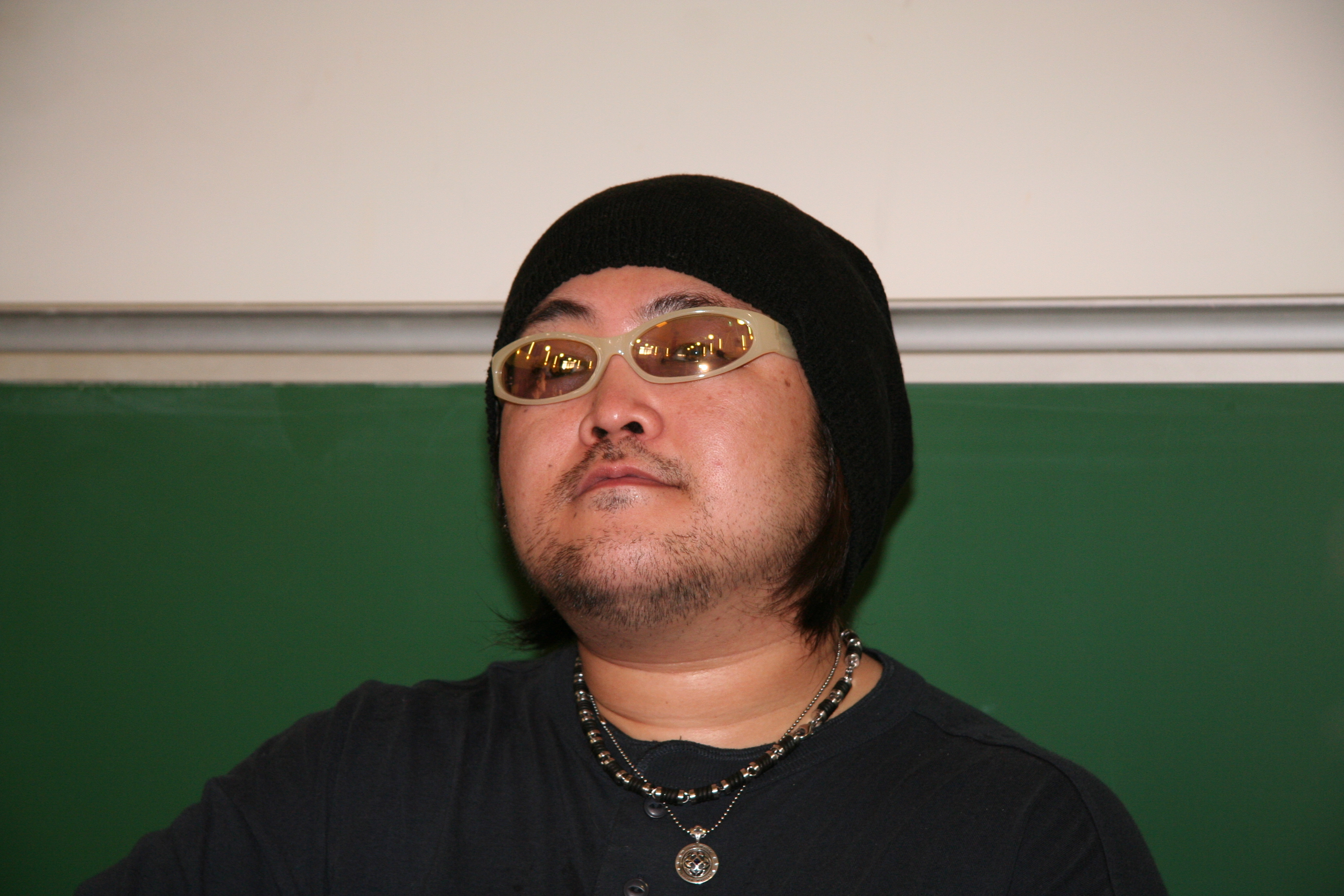
Range Murata em 2008

Renji "Range" Murata (村田蓮爾 Murata Renji, nascido em 2 de outubro de 1968) é um desenhista e designer japonês famoso por usar elementos de arte deco e dos animes japoneses. É bastante conhecido pelo character design de séries como Blue Submarine No. 6 e Last Exile.
Nascido em Osaka, ele começou a sua carreira no início dos anos 90 fazendo designs para jogos de videogame. Até hoje ele trabalha nessa área, sendo que recentemente fez o character design de duas séries para o Playstation 2, Spy Fiction e Shin Gouketsuji. Raramente publica mangás, mais one-shots em antologias. É um autor extremamente valorizado.
Publicou vários artbooks no Japão e alguns nos EUA, como a série Robot, Rule e Futurhythm.

## Obras
- An Another Thing - Artbook doujinshi
- El Dorado ni Te wo Dasuna - Romance, ele fez as ilustrações
- Flat - Artbook
- Futurythm - Artbook
- Robot - Mezzo antologia, mezzo artbook.
- Rule - Artbook
- Ultra Jump Megamix - Antologia
- Wildfrowers - Artbook doujinshi